# 海南長臀鮠
海南長臀鮠為輻鰭魚綱鯰形目長臀鮠科的其中一種，為熱帶淡水魚，分布於亞洲越南及中國淡水流域，體長可達30.7公分，棲息在底層水域，生活習性不明。